# روپوچوو
روپوچوو (به صربی: Ropočevo) یک منطقهٔ مسکونی در صربستان است که در Sopot واقع شده‌است. روپوچوو ۲٬۶۲۸ نفر جمعیت دارد.